# Радош Косовић
Радош Косовић (Београд, 28. мај 1984) српски је преводилац и књижевник.

## Биографија
Радош Косовић је рођен у Београду, 28. маја 1984. године. Одрастао је у свом родном граду и похађао Филолошку гимназију. Након тога је почео да студира норвешки и дански језик и књижевност на Филолошком факултету у Београду и завршио је мастер на Универзитету у Агдеру у Кристијансанду 2010. године.
Предавач је у Конктекст центру за стране језике у Београду. Превео је већ неколико десетина књига норвешких и данских аутора на српски. Члан је Удружења књижевних преводилаца Србије.
Косовић је проглашен за преводиоца месеца октобра 2021. год. од стране организације НОРЛА, коју финансира норвешко Министарство културе.
Косовић је такође аутор два сопствена дела: романа Карневал и збирке приповедака Еремити.

## Награде и признања
- Награда Мали Немо 2011.
- Награда „Александар И. Спасић” 2015.
- Награда „Милош Н. Ђурић” 2015.